# Deez Nuts
Deez Nuts es una banda de hardcore punk australiana originaria de Melbourne, Victoria formada en 2007. Los miembros de la banda incluyen a JJ Peters (voz), Matt Rogers (guitarra), Sean Kennedy (bajo) y Alex Salinger (batería). La banda ha lanzado un EP y seis álbumes de estudio.

## Historia

### Formación yRep Your Hood(2007-2008)
Deez Nuts es una banda que comenzó después de que la banda australiana de metalcore I Killed the Prom Queen se disolviera, de la cual JJ Peters era el baterista. Después de estar fuertemente influenciado por los estilos de música hip hop y punk hardcore, Peters decidió comenzar Deez Nuts. Tras escribir algunas canciones, entró al estudio para grabar la demo Deez Nuts de 2007, tocando todos los instrumentos y ejecutando todas las voces.
Adquiriendo miembros en vivo, Peters y la banda tocaron algunos shows en Melbourne, y después de una respuesta positiva por parte del público, Peters ingresó nuevamente al estudio para terminar de grabar el primer lanzamiento oficial de la banda, un EP titulado Rep Your Hood, que también fue grabado con Peters a cargo de toda la ejecución musical. Poco después del lanzamiento, Deez Nuts se embarcó en su primera gira por Australia en octubre de 2007, en el marco del Drunk and Disorderly Tour, con sus amigos The Amity Affliction y Daylight Curse.

### Stay True(2008-2010)
Después de un breve descanso, la banda se embarcó en el Boys of Summer Tour de Australia en enero de 2008 con Silverstein, Set Your Goals, The Amity Affliction y Capeside. La gira fue un gran éxito para la banda, que se hizo cada vez más grande dentro de la comunidad hardcore australiana. Poco después del Boys of Summer Tour, Peters comenzó a escribir el próximo lanzamiento de la banda.
Peters puso a Deez Nuts en espera durante los meses de mayo y junio de 2008, para centrarse en su compromiso con la gira de despedida I Killed the Prom Queen. I Killed the Prom Queen's Say Goodbye Tour tuvo lugar en mayo y junio de 2008, y la mayoría de los espectáculos se agotaron casi de inmediato. Los actos de apoyo para la gira fueron Bring Me the Horizon, The Red Shore, The Ghost Inside y una banda local de cada ciudad. Después de la gira, Peters continuó escribiendo para el álbum debut de Deez Nuts.
El álbum debut de Deez Nuts fue grabado por Roman Koester de The Red Shore en Complex Studios en agosto de 2008. Después del proceso de grabación, Deez Nuts se embarcó en una gira por Australia en septiembre de 2008, junto con la nueva banda Confession de Michael Crafter, antiguo vocalista de I Killed the Prom Queen. Luego, en octubre, Deez Nuts fue invitado a recorrer Europa con la banda inglesa Bring Me the Horizon junto con sus amigos de The Red Shore y Ignominious Incarceration. Durante esta gira por Europa, el primer álbum de la banda, Stay True, fue lanzado el 4 de octubre de 2008, en Australia por Stomp Entertainment. Una vez que regresó de Europa, Deez Nuts comenzó a planear una gira nacional australiana en apoyo de Stay True. El Stay True Tour tuvo lugar de enero a febrero de 2009, con el apoyo del artista de hip hop Louie Knuxx.
Después de una serie de espectáculos en Australia, Deez Nuts regresó a Europa para hacer una gira con la banda de hardcore punk inglesa Your Demise. Durante esta gira, Deez Nuts organizó algunos espectáculos titulares en Inglaterra, que recibieron críticas positivas y reacciones de la multitud. La banda se dirigió inmediatamente a los Estados Unidos. Para una gira con el grupo estadounidense de metalcore Ligeia. A su llegada al país, a la banda se le negó la entrada como resultado de la información errónea con su papeleo, y fueron enviados de regreso a Australia.
Durante el tiempo entre giras que Peters pasó en Australia, formó un grupo de rap llamado Grips & Tonic con el rapero neozelandés Louie Knuxx. El grupo lanzó un álbum de larga duración, Want Some, Get Some, que fue lanzado en junio de 2008.
En junio y julio de 2008, Deez Nuts recorrió Australia nuevamente en la segunda gira de Drunk and Disorderly Tour con The Amity Affliction, esta vez tocando en lugares mucho más grandes que la última gira, principalmente porque ambas bandas habían ganado una mayor base de fanes debido a los recientes lanzamientos de álbumes. En las fiestas posteriores a la gira, el nuevo grupo de Peters, Grips & Tonic, presentó una serie de espectáculos que recibieron críticas positivas.
En septiembre de 2008, Deez Nuts encabezó la gira australiana de Sike Your Mind, tocando junto a Miles Away, Antagonist A.D. y In Trenches and Blkout. En octubre de 2008, Deez Nuts regresó a Europa con la banda sueca Raised Fist, y regresó a la escena en vivo de Australia en diciembre, en la gira Schools Out for Summer Tour con la banda estadounidense The Ghost Inside, las bandas australianas Mark My Words y Mourning Tide y Grips & Tonic.

### This One's for You,Bout It!,Word Is BondyBinge & Purgatory(2010-presente)
Deez Nuts lanzó su segundo álbum de estudio, This One's for You, el 21 de mayo de 2010 (en Australia). Fue grabado por Roman Koester en Complex Studios en abril de 2010, y el líder de la banda JJ Peters declaró que solo le tomó dos semanas escribir el disco. El álbum presenta apariciones de varios vocalistas invitados, incluido Oliver Sykes de Bring Me the Horizon en la canción «If You Don't Know Now You Know». This One's for You fue seguido por el tercer álbum de Deez Nuts, Bout It!, que fue lanzado en marzo de 2013. Bout It! presenta apariciones especiales de varios músicos y fue producido por Shane Frisby (The Ghost Inside). Consta de 16 pistas, incluidos los sencillos «Band of Brothers» y «Shot After Shot».
En el otoño de 2011, Deez Nuts fue a los Estados Unidos para abrir para Bring Me the Horizon. Parkway Drive, Architects, On Broken Wings y Of Legends también tocaron en la gira.
En marzo de 2014, el bajista Jon Green decidió dejar Deez Nuts para centrarse en su vida personal. Fue reemplazado por Sean Kennedy hasta su muerte el en el año 2021. Kennedy fue uno de los miembros fuendadores de la banda, así como un antiguo miembro de I Killed the Prom Queen junto a JJ Peters.
El cuarto álbum de Deez Nuts, Word Is Bond fue lanzado en 2015.
Deez Nuts regresó a los Estados Unidos en el otoño de 2015, apoyando a Stray from the Path y Comeback Kid en el The Subliminal Criminals Tour. Being as an Ocean y Major League también se unió a la gira.
En 2017, Deez Nuts lanzó su quinto álbum llamado Binge & Purgatory.
Deez Nuts regresó a los Estados Unidos en el verano de 2018, para tocar en el Vans Warped Tour. Tocaron junto a bandas como The Amity Affliction, Phinehas, Simple Plan, Unearth, Motionless in White, Harm's Way, Dayseeker, Nekrogoblikon, Less Than Jake, Twiztid, Chelsea Grin y mucho más.

## Miembros
| Miembros actuales - JJ Peters – voz (2007–presente) - Matt Rogers – guitarra (2010–presente) - Alex Salinger – batería (2010-presente) | Antiguos miembros - Stuart Callinan – guitarra (2007-2010) - Ty Alexander – batería (2007–2010) - Jon Green – bajo (2010–2014) - Roman Koester – bajo (2009–2010) - Sean Kennedy – bajo (2007-2009, 2014–2021) |

## Discografía
Álbumes de estudio
- Stay True (2008, Stomp Entertainment)
- This One's for You (2010, Roadrunner Records)
- Bout It! (2013, Century Media Records/EMI/UNFD)
- Word Is Bond (2015, Century Media Records/UNFD)
- Binge & Purgatory (2017, Century Media Records/Sony Music)
- You Got Me Fucked Up (2019, Century Media Records)

EP
- Rep Your Hood (2007, Autopublicación)